# 菅佐原英一
菅佐原 英一（すがさわら えいいち、1925年〈大正14年〉1月1日 - ）は、日本の俳優。
神奈川県出身。

## 来歴・人物
東京帝国大学（現・東京大学）法学部在学中の1944年に学徒出陣して、陸軍特別操縦見習士官として特別攻撃隊に配属されたが、敗戦後に無事に復員した。その後、京浜美術工芸社勤務を経て、1953年（昭和28年）に佐分利信にスカウトされて、佐分利信監督・主演の映画『広場の孤独』で銀幕デビューを果たす。2作目も佐分利が監督した映画『叛乱』（1953年、新東宝）に出演する。1953年、松竹に入社。松竹入社後は、『蛍草』（1954年、松竹）、『母性日記』（1955年、松竹）、『美貌の園』（1956年、松竹）などに水原真知子、中川弘子、杉田弘子、七浦弘子、紙京子らと共演して松竹大船調メロドラマ作品で活動する。松竹大船現代劇において、佐竹明夫、船山裕二、溝口亮らと共に、当時の松竹三羽烏：佐田啓二・高橋貞二・大木実や川喜多雄二と肩を並べる活躍をする。その後も『花ふたたび』（1956年、松竹）、『家庭教師と女生徒』（1957年、松竹）などのメロドラマ作品に出演を続けた後に、1961年に松竹を退社。フリーになり、テレビドラマにも出演するようになった。
フリーになってからは『ごめんねママ』などのホームドラマに出演していたが、1967年頃には芸能界を離れて、当時、第2次佐藤内閣において菅野和太郎通商産業大臣の下で通産政務次官に就任していた宇野宗佑の秘書を務めており、その頃には信託銀行のCMだけに出演していた。また、1967年には、自由民主党参議院議員でタレント議員のはしりであった藤原あきの逝去に伴い、菅佐原が「学生時代（東京帝国大学法学部）からの夢でした。」と、藤原あきの政治基盤を引き継ぐ形で、自由民主党からの参院選出馬へ意欲を見せたこともあった。

## 主な出演作品

### 映画
- 『広場の孤独』（原作/堀田善衛、1953年、俳優座/新東宝）
- 『叛乱』（原作/立野信之、1954年、新東宝）
- 『昨日と明日の間』（原作/井上靖、1954年、松竹）
- 『蛍草』（原作/久米正雄、1954年、松竹）
- 『若き日は悲し』（1954年、松竹）
- 『この子この母』（1954年、松竹）
- 『あなたと共に』（原作/水木洋子、1955年、松竹）
- 『女の一生』（原作/山本有三、1955年、松竹）
- 『三人娘只今婚約中』（原作/「婚約三人娘」中野実、1955年、松竹）
- 『路傍の石』（原作/山本有三、1955年、松竹）
- 『貝殻と花』（原作/吉屋信子、1955年、松竹）
- 『母性日記』（1955年、松竹）
- 『第二の恋人』（原作/井上靖、1955年、松竹）
- 『柔道開眼』（原作/秋永芳郎、1955年、松竹）
- 『君美しく』（1955年、松竹）
- 『裏町のお嬢さん』（1956年、松竹）
- 『美貌の園 前篇嘆きの花 後篇愛憎の夜』（原作/「美貌の檻」大林清、1956年、松竹）
- 『人妻椿 前篇誘惑の巻 後篇抱擁の巻』（原作/小島政二郎、1956年、松竹）
- 『緑なる人 前篇 別れの夜汽車』（原作/北條誠、1956年、松竹）
- 『緑なる人 後篇 愛の奔流』（原作/北條誠、1956年、松竹）
- 『青い夜霧の港町』（1956年、松竹）
- 『スタジオ超特急』（1956年、松竹）
- 『女優誕生』（1956年、松竹）
- 『ここは静かなり』（原作/白川渥、1956年、松竹）
- 『花ふたたび』（原作/阿木翁助、1956年、松竹）
- 『雲の墓標より 空ゆかば』（原作/阿川弘之、1957年、松竹）
- 『家庭教師と女生徒』（原作/北條誠、1957年、松竹）
- 『「婦警日誌」より 婦人科医の告白』（原作/島田一男、1957年、松竹）
- 『花は嘆かず』（原作/北條誠、1957年、松竹）
- 『天使の時間』（原作/高見順、1957年、松竹）
- 『オーケストラの姉妹』（原作/「虹よふたたび」大林清、1957年、松竹）
- 『嵐の中の抱擁 おもかげは遙かなり』（1957年、松竹）
- 『「夢に罪あり」より 処女』（原作/柴田錬三郎、1957年、松竹）
- 『花くれないに』（原作/阿木翁助、1957年、松竹）
- 『黒い花粉』（原作/舟橋聖一、1958年、松竹）
- 『見事な求婚』（1958年、松竹）
- 『夜の波紋』（1958年、松竹）
- 『煙突娘』（1958年、歌舞伎座/松竹）
- 『恋愛裁判』（原作/下光軍二、1959年、松竹）
- 『わかれ』（原作/高見順、1959年、松竹）
- 『三羽烏三代記』（1959年、松竹）
- 『真夜中の処女』（原作/中野実、1959年、松竹）
- 『白い波濤』（原作/富田常雄、1960年、松竹）
- 『しかも彼等は行く』（原作/宇留野元一、1960年、松竹）
- 『牝』（1964年、東映）

### テレビドラマ
- 『ごめんねママ』（1961年、KRT）
- 『男の銘柄』（1963年、フジテレビ）
- 『今朝の春』（1964年、毎日放送）